# Breda (Gerona)
Breda es un municipio español de la comarca de La Selva en la provincia de Gerona, Cataluña, situado al sur de la comarca, entre el Montseny y el Montnegre. Diversas rieras recorren el municipio: la riera de Breda, la del Repiaix.

## Arquitectura
El pueblo se originó a partir del Monasterio de San Salvador de Breda de carácter benedictino, fundado en 1038 por los vizcondes de Cabrera y que todavía hoy en día se puede observar y del que quedan muchos edificios, entre ellos la actual iglesia gótica, o el imponente campanario. La primera construcción podría datar del siglo[¿cuál?] sale de estilo prerrománico, y sería la iglesia de santa María, actual sede del ayuntamiento.
Del resto de edificios actuales hay que destacar la ya mencionada iglesia gótica, del siglo XIV con unas dimensiones enormes (33 m de largo por 12,5 m de ancho) que junto con el campanario le hacen digno el nombre con que fue conocido durante mucho de tiempo como "la Catedral de La Selva". El patrimonio medieval de Breda ha sido destruido varias veces durante los siglos XIX y XX, durante las desamortizaciones y la Guerra Civil. El campanario fue restaurado posteriormente.
Hay también una ermita dedicada a Santa Anna.  

## Actividad económica
Con el abandono de la vida monástica, el pueblo pierde importancia. Quedan residuos culturales de los monjes como es la actividad típica del pueblo, la Alfarería. Desde la Edad Moderna el municipio subsiste gracias a esta actividad comercial, junto con la agricultura.
En la actualidad el pueblo todavía se dedica principalmente al barro, junto con la poca actividad industrial que se ha instalado.
El municipio lo atraviesan varias rieras, entre ellas la riera de Breda y la del Repiaix.

## Demografía
Breda cuenta con una población de 3930 habitantes (INE 2024).
| Gráfica de evolución demográfica de Breda entre 1842 y 2021 |
| |
| Población de derecho según los censos de población del INE Población de hecho según los censos de población del INEEn estos censos se denominaba San Salvador de Breda: 1842, 1857 y 1860 |

## Economía
Agricultura, ganadería y avicultura. Industria cerámica tradicional y artística. Industrias metalúrgica y maderera.

## Monumentos y lugares de interés
- Monasterio de San Salvador, del siglo XI, con un notable campanario románico.
- Iglesia de Santa María, de estilo románico, actual sede del Ayuntamiento.

## Cultura

### Alfarería
Breda ha sido tradicionalmente el paraíso “de las cazuelas” por constituir el foco alfarero español con mayor producción de cazuelas y vasijas para el fuego, como avalan documentalmente los 144 olleros censados en el siglo xviii, y que aún en 1982 se conservasen 1982 obradores, y una cooperativa de ceramistas creada en la década de 1970, con exportaciones a países como Francia, Holanda o Dinamarca, además de surtir de pasta cerámica a gran parte del mercado español, a pesar de la competencia que supuso el desarrollo de otros focos alfareros nacionales importantes, como los de Arrabal de Portillo o Navarrete. Además de las cazuelas, se han fabricado ollas, cocotes y cremadores.